# Anton Pliesnoi
Anton Pliesnoi (em georgiano:  ანტონ პლესნოი; em ucraniano:  Антон Плесной; Dnipro, 17 de setembro de 1996) é um halterofilista georgiano, medalhista olímpico.

## Carreira
Em 2012, Anton se apresentou pela primeira vez no Campeonato Europeu Juvenil pela seleção da Ucrânia, onde conquistou o quinto lugar na categoria até 77 kg levantando 275 kg no total.
Em 2021, Pliesnoi conquistou a medalha de bronze nos Jogos Olímpicos de Tóquio, ao levantar 387 kg no total, na categoria até 96 kg. No Campeonato Mundial, em Tasquente, testou positivo para ligandrol (SARMS LGD-4033), tendo sua suspensão provisória anunciada pela International Testing Agency (ITA).